# 加尔·比吉里马纳
加爾·比基尼馬拿（英語：Gael Bigirimana，1993年10月22日—）是一名蒲隆地足球運動員，司職中場，現時效力英超球會紐卡素。
比基尼馬拿在布琼布拉出生，2004年以难民身份與父親、兩名兄弟及一名姊妹，一同由蒲隆地移居到母親較早前已抵達的英國。

## 生平

### 球會
比基尼馬拿於年幼時在出生地布琼布拉的街頭以赤腳踢足球玩樂，直到短期在乌干达生活後，才首次嘗到穿上球靴在有組織的足球競賽參賽。在移居英國後他們一家居住在考文垂，有一天當他與一名兄弟到超級市場購買牛奶時途經考文垂足球俱乐部的青訓基地，翌日他獨自前往要求試訓，雖然不依常規，由於他奔跑迅速而獲一名球探答允讓他翌日進行試訓。由於時近季末，於試訓後的翌季才獲邀加入高雲地利的青訓系統。在參加數次訓練後，天才橫溢的比基尼馬拿以缺乏挑戰為由，主動向教練提出要求調到較高年歲的級別。而他對訓練的態度認真，往往是最早到場而最後離場的一個。
2011年夏季，比基尼馬拿於高雲地利青訓系統畢業後獲球會提供首份職業球員合約，領隊安迪·索恩更大膽於2011/12年球季揭幕戰主場對莱斯特城安排比基尼馬拿正選上陣。但在一支護級球隊的中場擔任關鍵角色對首年上陣的比基尼馬拿是一項重任，於各項賽事上陣21場後，安迪·索恩於2012年初以其表現下滑而將他貶回青年隊。
於加入一隊後，比基尼馬拿需於每星期四下午補課以追回學習進度。2012年3月12日比基尼馬拿在英格蘭足球聯賽頒獎禮獲選為「年度最佳學徒球員」。

## 外部連結
- 足球数据库：加爾·比基尼馬拿的球员统计数据
- 高雲地利官網簡歷